# إديث ويليام
إديث ويليام (بالدنماركية: Edith Guillaume)‏ هي مغنية أوبرا وممثلة دانمركية، ولدت في 14 يونيو 1943، وتوفيت في 11 سبتمبر 2013.

## وصلات خارجية
- إديث ويليام على موقع IMDb (الإنجليزية)
- إديث ويليام على موقع ميوزك برينز (الإنجليزية)
- إديث ويليام على موقع ديسكوغز (الإنجليزية)
- إديث ويليام على موقع كينوبويسك (الروسية)